# Latrobea tenella
Latrobea tenella är en ärtväxtart som först beskrevs av Meissner, och fick sitt nu gällande namn av George Bentham. Latrobea tenella ingår i släktet Latrobea och familjen ärtväxter.

## Underarter
Arten delas in i följande underarter:
- L. t. grandiflora
- L. t. tenella